# Goździk lśniący

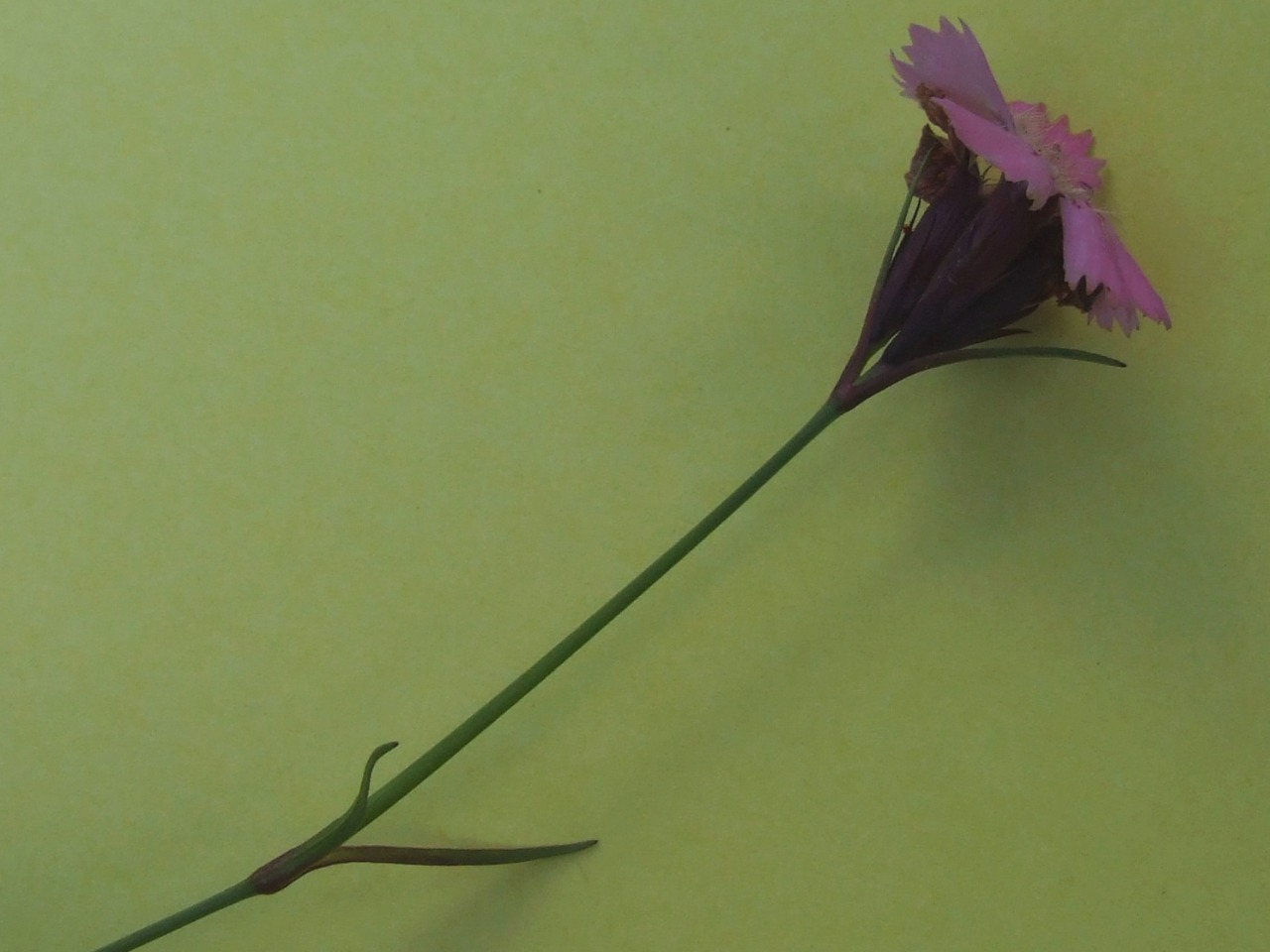
Okaz rosnący na Siwym Wierchu na Słowacji

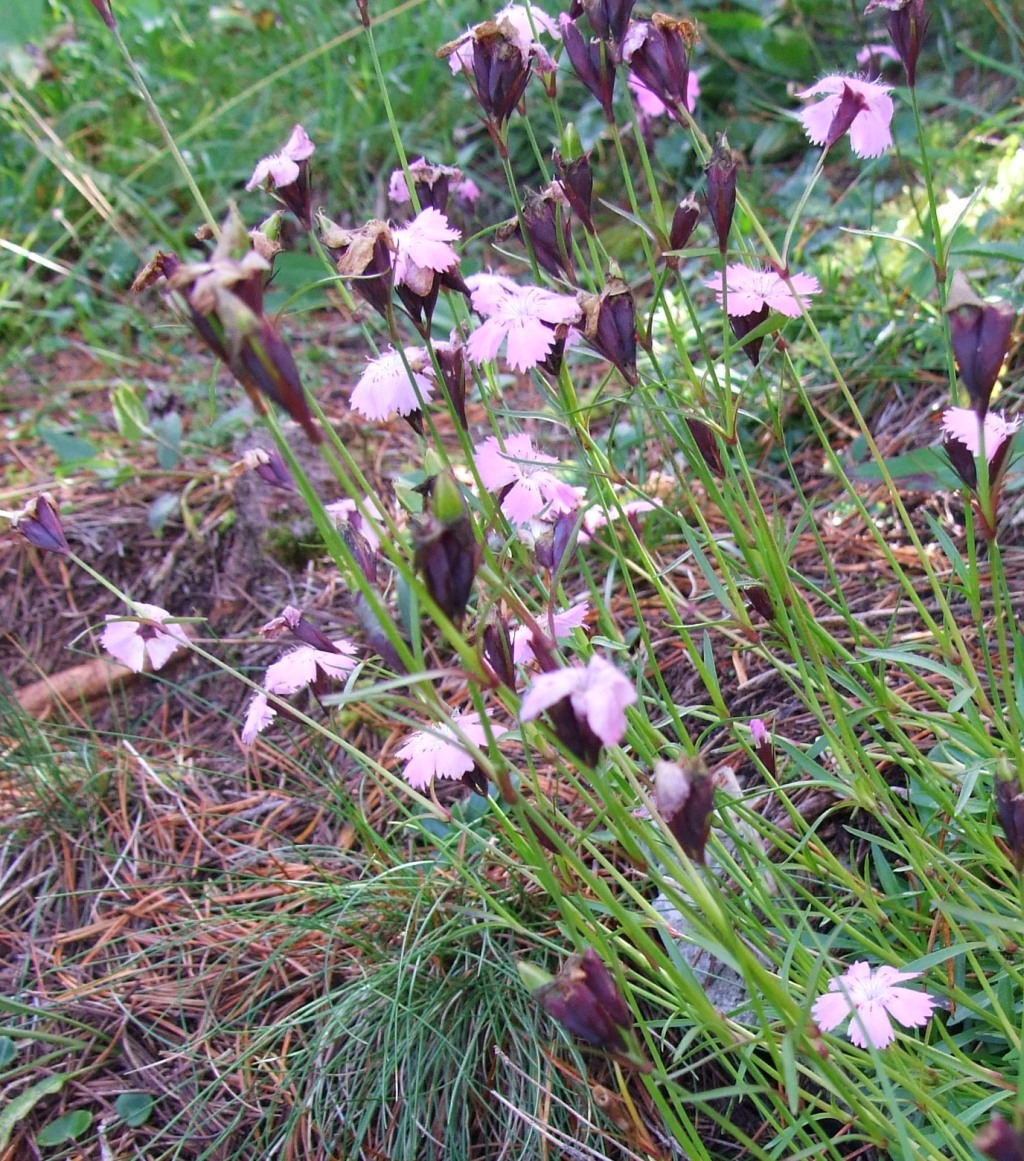
Pokrój

Goździk lśniący (Dianthus nitidus Waldst. & Kit.) – gatunek rośliny należący do rodziny goździkowatych (Caryophyllaceae). Występuje tylko w: Wielkiej Fatrze, Małej Fatrze, Niżnych Tatrach, Górach Choczańskich oraz w paśmie Siwego Wierchu w słowackich Tatrach Zachodnich. W Polsce podany był tylko z Pienin w 1880 r., jednakże żaden z badaczy nie potwierdził już jego występowania w Polsce. Jest endemitem Karpat Zachodnich i reliktem trzeciorzędowym. Roślina rzadka.

## Morfologia
PokrójTworzy gęste darnie składające się z ulistnionych pędów płonnych, powyżej których wyrastają pędy kwiatowe.
ŁodygaWzniesiona, naga, prosta i przeważnie nierozgałęziająca się. Pokryta woskiem. Ma wysokość 10–30 cm.
LiścieLiście równowąskie lub łopatkowate, całobrzegie, ostro zakończone, bez przylistków, 1- nerwowe, pokryte woskiem, lśniące. Mają szerokość 3,5–5,5 mm i zebrane są w różyczkę.
Kwiaty1–2 duże kwiaty na szczytach łodygi. Kielich sztywny, walcowaty, złożony z 5 zrośniętych działek dłuższych od łusek podkielichowych. 5 różowych płatków korony o ząbkowanych końcach. Płatki korony są owłosione, mają długość 8-12 mm i dość nagle zwężają się w podobnej długości paznokieć.
OwocDłuższa od kielicha torebka otwierająca się 4-ząbkami.

## Biologia i ekologia
Bylina, hemikryptofit. Kwitnie w lipcu, zapylana jest przeważnie przez motyle. Występuje na skałach, w niskich murawach. Rośnie na wysokości 1360–1675 m n.p.m., wyłącznie na podłożu wapiennym. Kwitnie w lipcu i sierpniu. Liczba chromosomów 2n = 30.

## Zagrożenia i ochrona
Roślina objęta w Polsce ścisłą ochroną gatunkową (mimo że w Polsce nie występuje). Na Słowacji rośnie na obszarach chronionych, chroniony jest także dyrektywą siedliskową oraz konwencją berneńską.
Kategorie zagrożenia gatunku:
- Kategoria zagrożenia w Polsce według Czerwonej listy roślin i grzybów Polski (2006)[8]: Ex (wymarły i zaginiony w naturze); 2016: RE (wymarły na obszarze Polski)[9].
- Kategoria zagrożenia w Polsce według Polskiej czerwonej księgi roślin[10][11]: EX (extinct, całkowicie wymarły).

Roślina ta znajduje się w kolekcji Górskiego Ogrodu Botanicznego im. Mariana Raciborskiego w Zakopanem, ogrodu botanicznego w Powsinie, Ogrodu Botanicznego UJ w Krakowie oraz Ogrodu Botanicznego UMCS w Lublinie.